# Coronel Sapucaia
Coronel Sapucaia – miasto i gmina w Brazylii, w stanie Mato Grosso do Sul.